# Issaye Barmas
Issaye Barmas, né le 1er mai 1872 à Odessa et mort le 3 juillet 1946 à Londres, est un violoniste et pédagogue russe.

## Biographie
Issaye Barmas fait ses études à Moscou, puis il étudie avec Joseph Joachim à Berlin. Il fait sa carrière en Europe et s'installe à Londres. Il publie plusieurs ouvrages dont Die Lösung des Geigentechnischen Problems (1913), Tonleiter-Spezialstudien et Doppelgriff Spezialstudien. Il publie aussi de nombreuses éditions d'œuvres classiques.